# Лойко (город)
Лойко (бирм. လွိုင်ကော်မြို့; MLCTS: lwing kaw mrui.) — город в Бирме с населением в 51 349 человек, столица штата Кая. Находится в северной части штата на высоте 1,200 м. Основное население — народ Каренни).
Как и в остальной части штата Кая, после обретения независимости доступ иностранцев в Лойко был ограничен, и для обеспечения входа требовались специальные разрешения.

## История

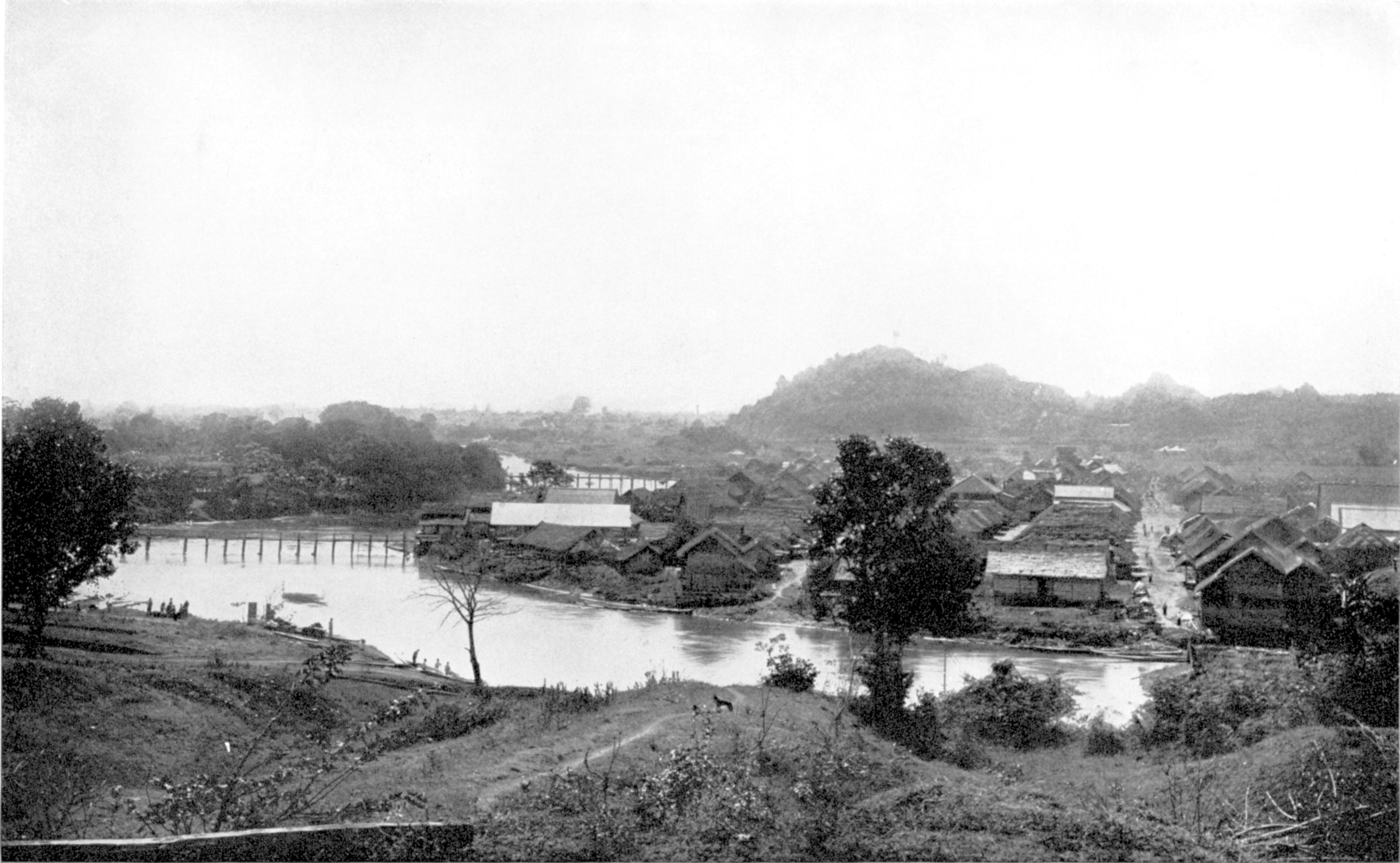
Пейзаж Лойко в 1922 году. Мосты хоть и выглядят хлипкими, но по ним ходили слоны.

В 1892 году город насчитывал четыре избы. В 1922 году во время британского правления в Бирме Лойко был штаб-квартирой политического офицера, отвечавшего за Кареннийские штаты, входившие в состав Княжества Британской Бирмы. Город располагался в единственной равнинной части Каренни. В качестве агента британского правительства он осуществлял контроль над местными правителями Каренни под надзором суперинтенданта Таунджи. Штаб-квартира Американской баптистской миссии в Хилл-Каренс также располагалась в Лойкау.
После переворота 2021 года Лойко стал ареной ожесточённых боёв между бирманскими военными и этническими вооруженными группировками, выступающими против военного контроля, что вынудило многих жителей города бежать. 7 ноября 2023 года Кареннийский национальный народно-освободительный фронт, Армия Каренни и Народные силы обороны Каренни начали военное наступление, известное как Операция 1107, против правящей хунты Государственного административного совета. Дополнительное наступление, известное как Операция 1111, началось 11 ноября 2023 года с целью захвата Лойко. Уже к 18 декабря силы, выступающие против хунты, контролировали 85% города.

## Достопримечательности

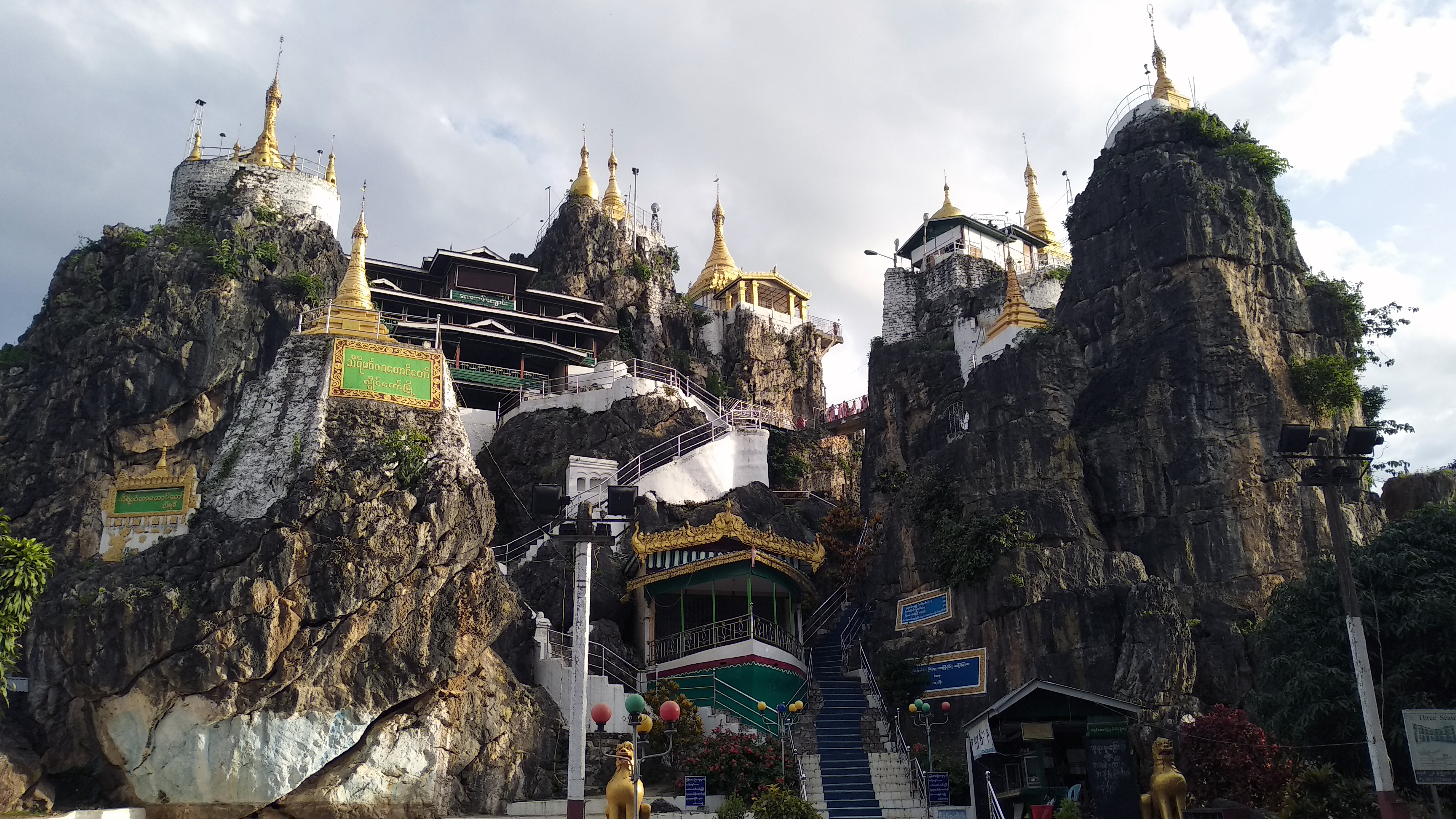
Вид на пагоду Таунгкве.

- Таунгкве-зеди — вершина двойной горы
- Живописные два озера и горы вокруг города
- Пагода Мьёнан, напоминающая храм Ананды в Пагане
- Поселения народа падаунг с обычаями вытягивать шею с помощью железных колец
- Базар Тири-Мингала с колоритными представителями малых народов

## Транспорт
К городу Лойко подходит новая железная дорога Аунгбан — Пинлонг — Лойко. Помимо этого, Лойкау связан воздушным сообщением с Янгоном и Мандалаем.

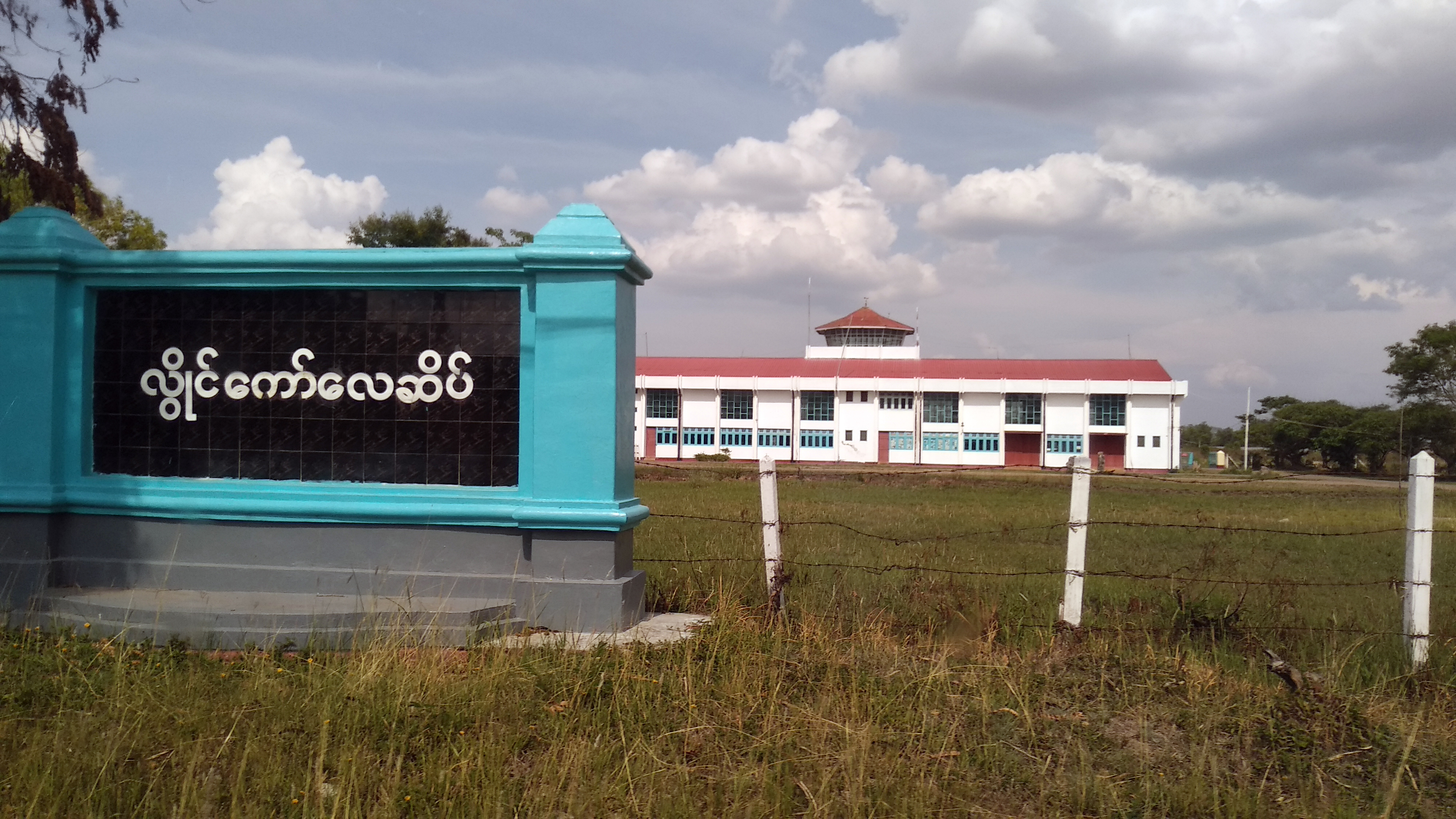
Аэропорт Лойко
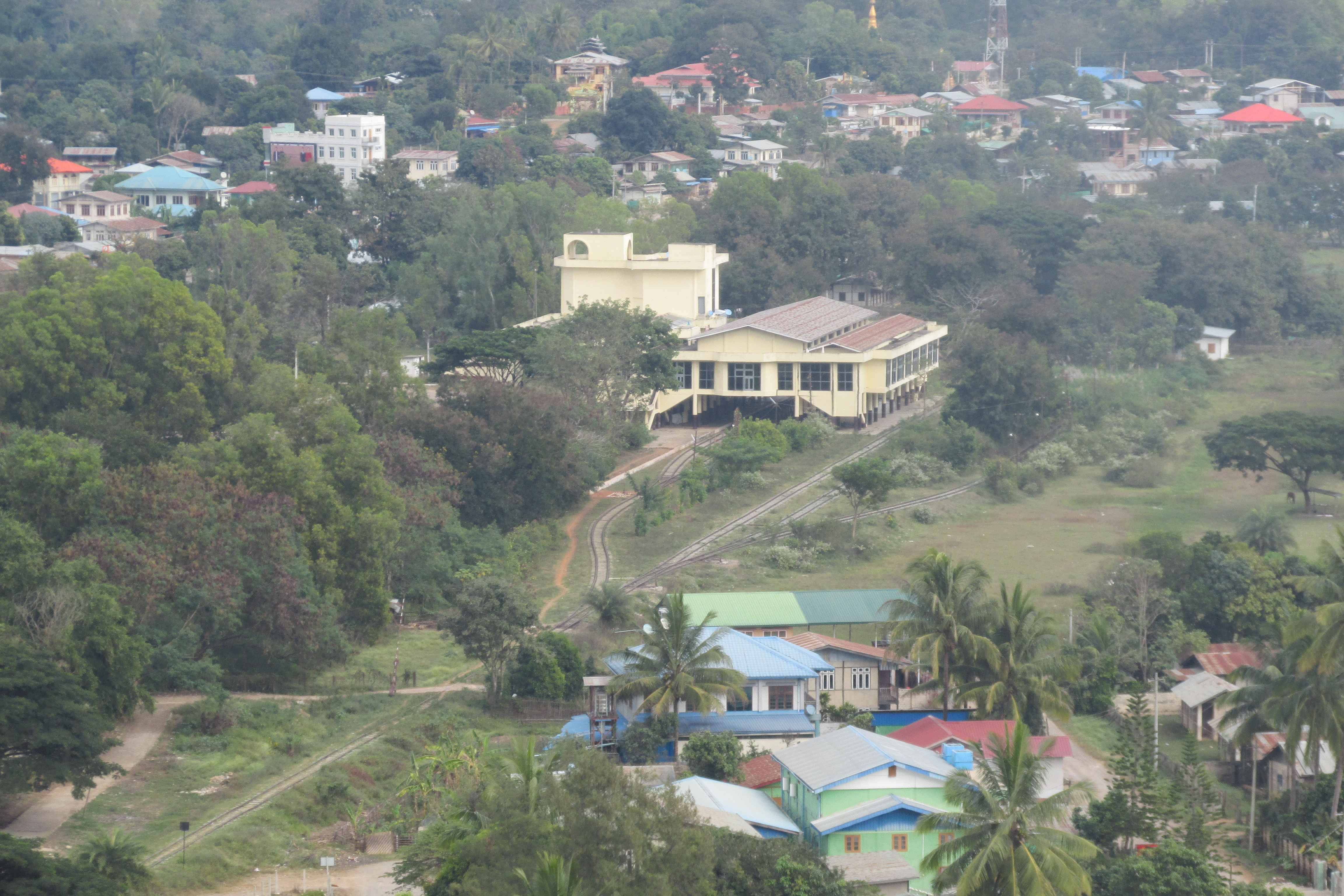
Железнодорожная станция Лойко

## Промышленность
В 20 км к востоку от Лойко находится самая большая гидроэлектростанция, построенная Японией на водопаде Лопита в качестве репараций за войну.

## Образование
В городе действуют Университет Лойко, Технологический университет Лойко, Компьютерный университет Лойко и Педагогический колледж Лойко.

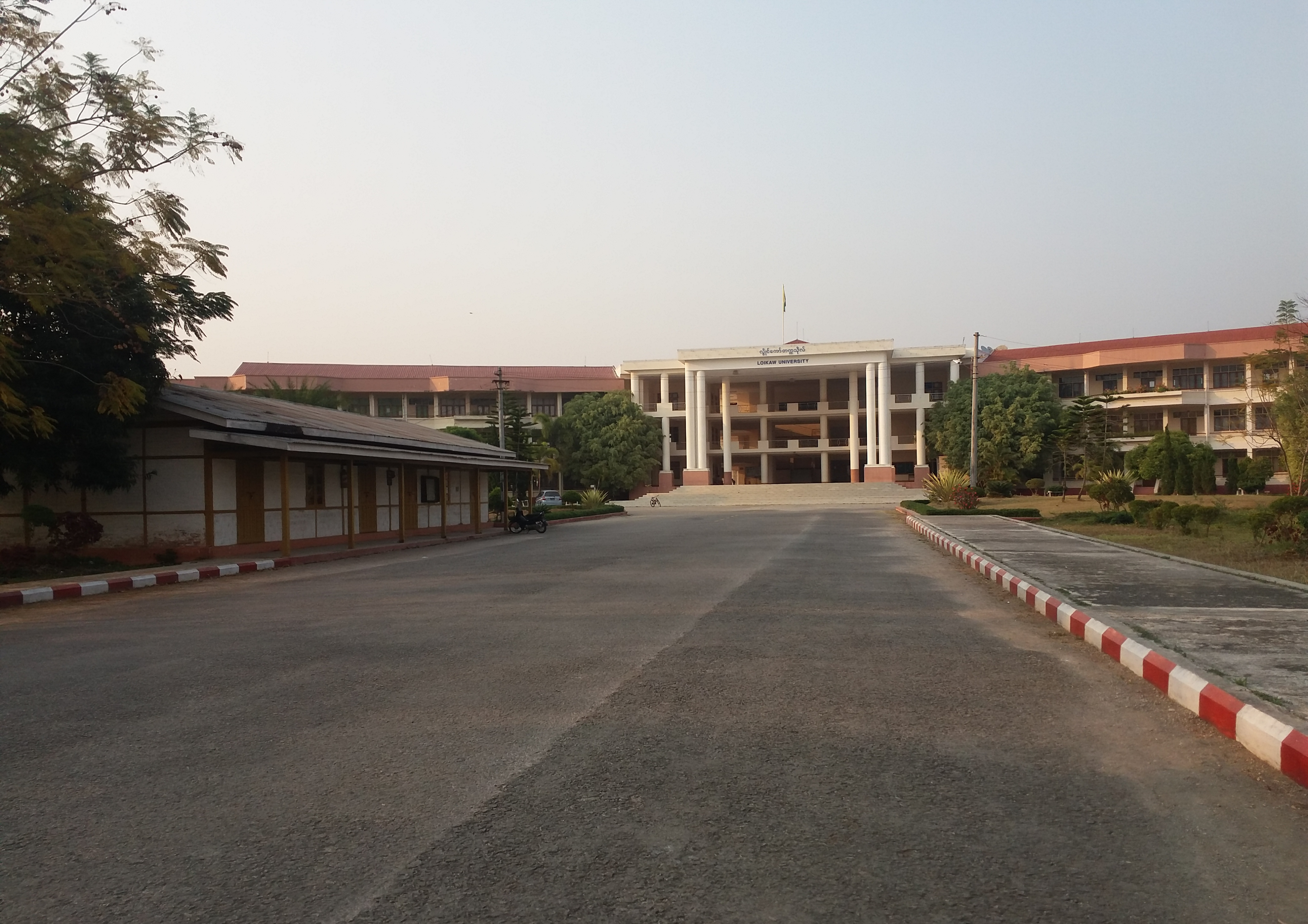
Университет Лойко
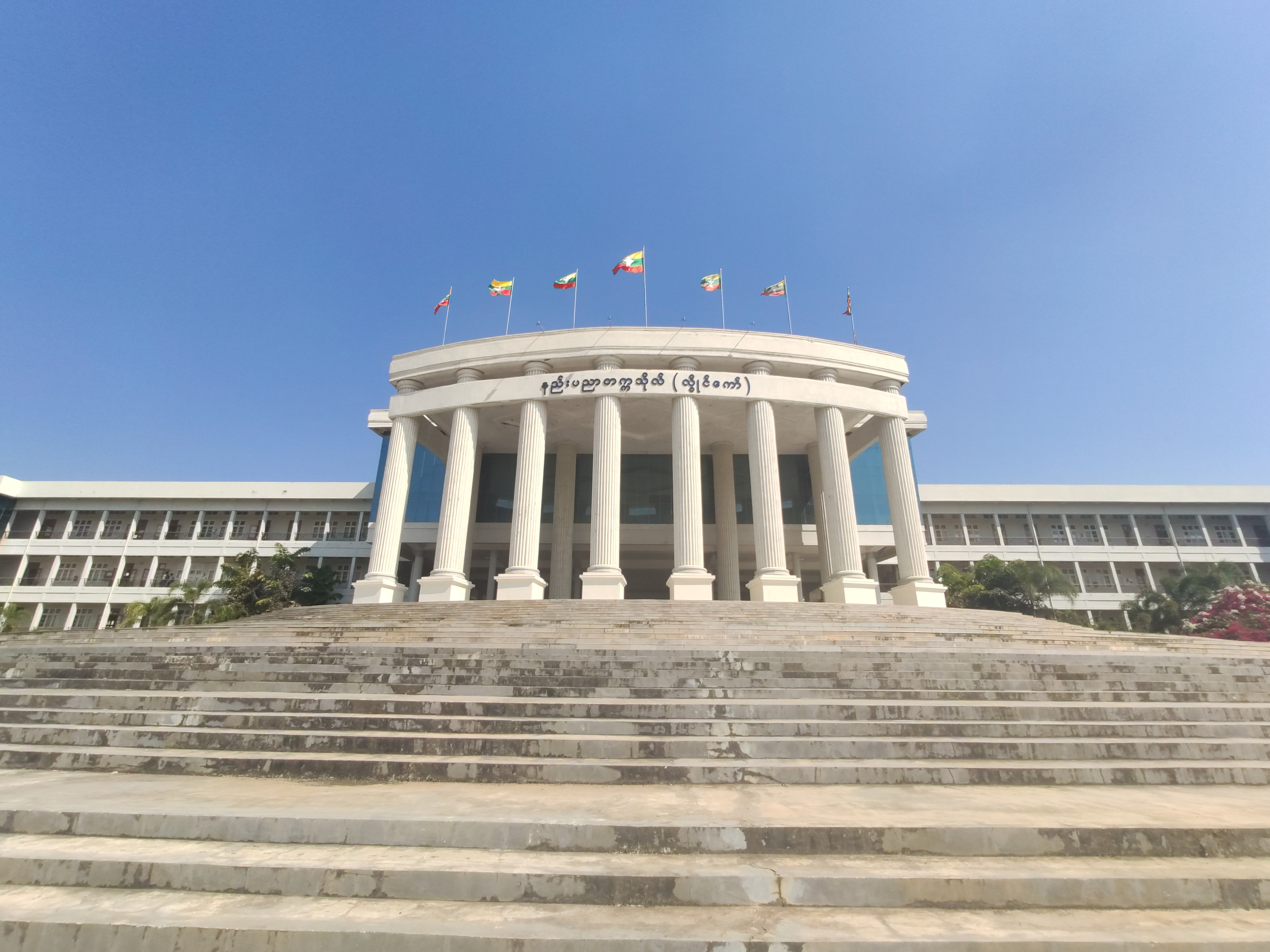
Технологический университет Лойко
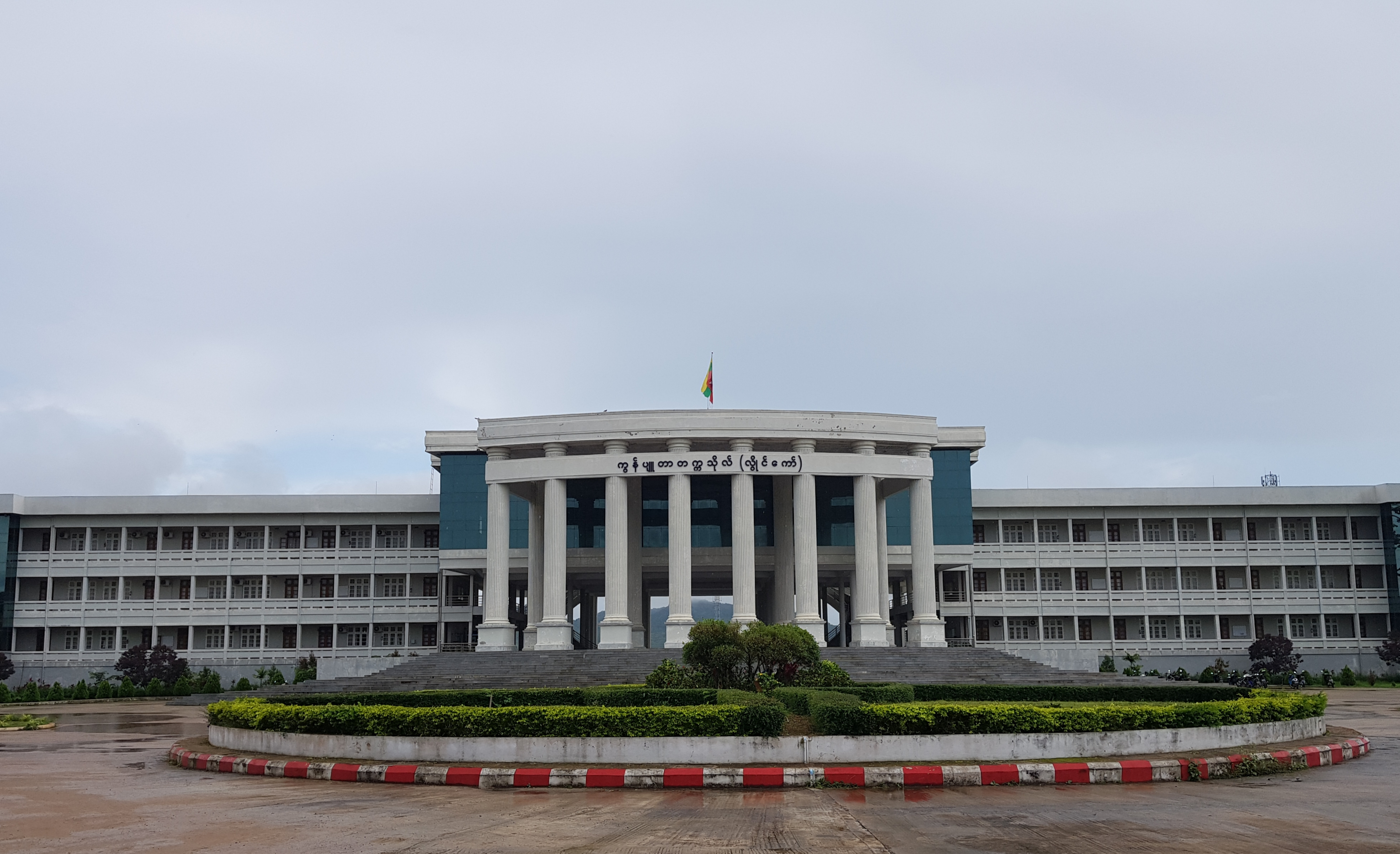
Компьютерный университет Лойко

## Здравоохранение
Больница общего профиля Лойко обслуживает не только местных жителей штата, но и жителей южной части соседнего штата Шан. Существующие здания больницы были построены в 1964 году. На средства Японского агентства международного сотрудничества (JICA) в размере 1,945 миллиарда иен в связи с увеличением спроса на медицинские услуги были построены два новых двухэтажных здания.